# Mouton de Somalie
Le mouton de Somalie, ou mouton des Somalis, est une race de mouton domestique originaire de Somalie.

## Histoire
L'ancêtre du mouton de Somalie est présent depuis des siècles dans la Corne de l'Afrique. Il est sélectionné à la fin du XIXe siècle et au début du XXe siècle avec le mouton persan à tête noire en Afrique du Sud avec des races somaliennes de la Corne de l'Afrique. Il est élevé pour sa viande. On en trouve depuis les années 1950 dans les parcs zoologiques d'Europe.

## Description

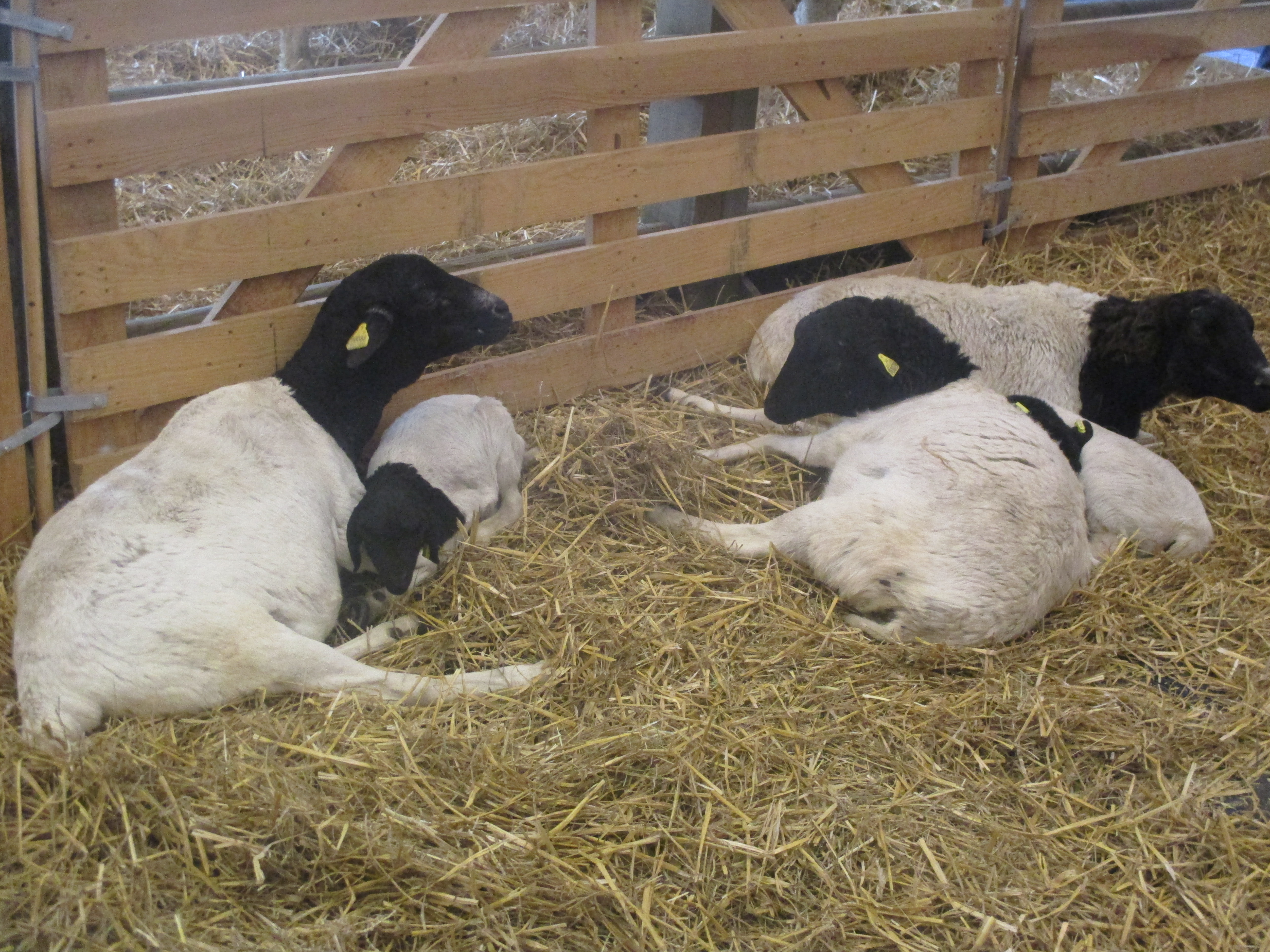
Moutons de Somalie.

Le mouton de Somalie mesure de 0,50 m à 0,70 m au garrot. Le mâle pèse 68 kg en moyenne et la femelle 52 kg. La gestation dure cinq mois et donne naissance à un ou deux agneaux. Le mouton de Somalie peut vivre de dix à quinze ans. Il a la particularité de ne pas avoir de laine, vivant dans un pays très chaud, mais a des poils courts qui tombent au printemps,, et il a une boule de graisse adipeuse à la base de la queue qui lui sert de réserve en cas de pénurie.
Il est de couleur blanche avec la tête et le cou noirs. Il est haut sur pattes avec les membres fins. C'est une bête sans corne.